# Izbet Sartah
Izbet Sartah est un petit site israélite primitif de l'âge du fer situé dans la forêt de Rosh HaAyin en Israël, à 5 km de l’importante ville cananéenne d'Afek. Il est identifié à la ville d’Eben Ezer mentionnée dans la Bible hébraïque.

## Présentation du site
Ce site d’habitation temporaire faisait semble-t-il partie à l’époque contemporaine des terrains appartenant au village arabe de Sarta, à 13 km à l’est de Rosh HaAyin, ou était travaillés par ses habitants. En 2007, le site a été aménagé par les élèves de l’école Afek de Rosh HaAyin, avec la participation du KKL.
Lors des fouilles réalisées par Moshe Kochavi et Israël Finkelstein de l’université de Tel Aviv, des restes archéologiques datant du XIIIe au Xe siècle av. J.-C. ont été mis au jour.  Le site, qui n’a été occupé que pendant une brève période au début de l’âge du fer, présente un intérêt dans le cadre des études sur le processus d’établissement des Israélites. Il se compose de trois niveaux archéologiques datant de l’époque de l’établissement des premiers Israélites. 
On y a notamment trouvé une maison à quatre pièces, des silos qui témoignent de l’économie locale et un ostracon sur lequel figure un abécédaire. Les habitants d’Izbet Sartah appartenaient semble-t-il à une société agro-pastorale. 

## Description du site
Le site est situé sur une colline à la limite entre les monts d’Efraïm à l’est et la plaine côtière à l’ouest, deux régions qui se distinguent non seulement par leurs situations géographiques mais aussi par leurs populations. À la fin du Bronze récent, la plaine littorale est en effet peuplée de villes cananéennes sous la domination de l’Égypte puis des Philistins à partir du XIIe siècle av. J.-C., alors que la zone montagneuse est progressivement peuplée par les Israélites.
Trois niveaux d’occupation ont été identifiés sur le site :
- niveau III : c’est le premier stade de peuplement. Il commence à la fin du XIIIe siècle av. J.-C. ou du début du XIIe siècle av. J.-C., jusqu’à l’abandon du site au début du XIe siècle av. J.-C. Le site s’étend sur une superficie de 2 200 m2. Il possède un plan ovale. Un mur périphérique délimite un espace central où on a trouvé quelques silos. Autour, des pièces y sont adossées et s’ouvrent sur l’espace central. Celui-ci servait notamment pour garder des troupeaux de bétail, ce qui indique une activité pastorale dans l’économie du site. Les poteries trouvées appartiennent à la fin du Bronze récent.
- niveau II : le site est plus grand et s’étend sur une superficie de 4 000 m2. L’occupation commence à la fin du XIe siècle av. J.-C. avant d’être à nouveau abandonnée. Au centre, une grande maison à quatre pièces de 160 m2 est entourée de dizaines de silos creusés dans le sol. Autour, on trouve une vingtaine de bâtiments plus petits, dont certains adoptent le plan des maisons à quatre pièces.
- niveau I : après une seconde période d’interruption, le site est réoccupé pendant la première moitié du Xe siècle av. J.-C. Il est plus petit. À la suite de l’abandon du niveau précédent, des silos sont obstrués ; de nouveaux silos sont creusés. La maison à quatre pièces est réoccupée mais des bâtiments périphériques ne sont pas réutilisés.

L’un des silos du niveau II contenait un ostracon découvert en 1976 sur lequel figuraient 80 lettres écrites sur cinq lignes. La dernière ligne est un abécédaire utilisant la graphie cananéenne (de type proto-phénicien) mais écrit de gauche à droite.
Israël Finkelstein voit dans la strate III un exemple de l’origine nomade des Israélites, alors en phase de sédentarisation
, interprétation que conteste William G. Dever pour qui les techniques agricoles étaient déjà bien maîtrisées par les habitants d’Izbet Sartah.